# Меццегра
Меццегра, Меццеґра (італ. Mezzegra) — колишній муніципалітет в Італії, у регіоні Ломбардія, провінція Комо. З 4 лютого 2014 року Меццегра є частиною новоствореного муніципалітету Тремеццина.
Меццегра розташована на відстані близько 530 км на північний захід від Рима, 60 км на північ від Мілана, 21 км на північний схід від Комо.
Населення — 1029 осіб (2012).
Щорічний фестиваль відбувається 31 серпня. Покровитель — Sant'Abbondio.

## Демографія
Населення за роками:

Станом на 31 грудня 2010 року в муніципалітеті офіційно проживало 106 іноземців з 21 країни, серед них 30 громадян країн Євросоюзу та 5 громадян України.

## Сусідні муніципалітети
- Грандола-ед-Уніті
- Ленно
- Тремеццо